# Nameless Cove
Nameless Cove is een plaats en local service district in de Canadese provincie Newfoundland en Labrador. Het gehucht bevindt zich in het noorden van het eiland Newfoundland.

## Geschiedenis
In 1987 kreeg Nameless Cove voor het eerst beperkt lokaal bestuur doordat de plaats een local service district werd.

## Geografie
Nameless Cove ligt aan de noordwestkust van het Great Northern Peninsula van Newfoundland, aan de oevers van de Straat van Belle Isle. De plaats ligt op een klein schiereiland direct ten noorden van de gemeente Flower's Cove en op ruim 2 km ten zuidwesten van Savage Cove.
Het buurdorp Flower's Cove is tevens de locatie van de postbus van het local service districtsbestuur.

## Demografie
Demografisch gezien is de designated place Nameless Cove, net zoals de meeste kleine dorpen op Newfoundland, aan het krimpen. Tussen 1991 en 2021 daalde de bevolkingsomvang van 88 naar 44. Dat komt neer op een daling van 44 inwoners (-50%) in 30 jaar tijd.
In 2021 hadden alle inwoners van Nameless Cove het Engels als moedertaal en was niemand er een andere taal machtig. De plaats telde dat jaar negentien woningen, waarvan er veertien permanent bewoond waren.
| Demografische ontwikkeling van Nameless Cove tussen 1991 en 2021 |
| ---------------------------------------------------------------- |
|                                                                  |
| Bron: Statistics Canada (1991–1996, 2001–2006, 2011–2016, 2021)  |